# Truco (juego de naipes)
El  truco o truque (en valenciano truc) es un juego de naipes con baraja española muy difundido en Iberoamérica, particularmente en países hispanoamericanos como España (Comunidad Valenciana, Murcia, Galicia e Islas Baleares) y algunos en Sudamérica (Argentina, Paraguay, Uruguay, Venezuela, y el sur de Chile), y en menor medida en Italia y Brasil.

## Historia
El nombre es de origen árabe (truk o truch) y algunos lingüistas creen que es el origen etimológico de la palabra truco, debido precisamente a los ardides que se emplean en este juego.
"Con el significado de juego de naipes aparece ya citado en 1443".
Existe una leyenda no verificada asociada a que sean estas las cartas que se emplean en el juego. Dicen los libros musulmanes que los musulmanes españoles disponían de una baraja entera, pero que en un descuido, los chiquillos la cogieron para jugar a guerras. Recortaron las figuras, es decir los reyes, caballos y sotas; designaron el as de oros como símbolo y el de copas para premio de los campeonatos. Claro está quedaron nada más que las cartas con las que se juega al truc. Disgustados al ver que no podían hacer una partida de brisca, idearon otro juego y de allí nació el “truco”. Aunque el hecho de que en Valencia no se utilice el dos no encaja con la leyenda.
Jorge Luis Borges se refiere al juego en uno de sus cuentos:
"Serían las dos de la mañana cuando salí. Afuera, las previstas hileras de casas bajas y de casas de un piso habían tomado ese aire abstracto que suelen tomar en la noche, cuando la sombra y el silencio las simplifican.
Ebrio de una piedad casi impersonal, caminé por las calles. En la esquina de Chile y Tacuarí vi un almacén abierto. En aquel almacén, para mi desdicha, tres hombres jugaban al truco".
Jorge Luis Borges, El Zahir.
Milton Schinca hace referencia al juego en su libro Boulevard Sarandí:
"Empezando por las barajas, vale la pena enumerar todos los juegos de cartas con que se entretenían los montevideanos en los dichosos tiempos coloniales: el tres siete (o tresiete): el truque (que no es lo mismo que el truco, aunque tienen elementos comunes); el treinta y una; el paro; la banca; el pecado; la primera; la biscambra; y –por cierto– el truco propiamente dicho; etc." 

## Objetivo
El objetivo del juego es ganar una cantidad determinada de puntos, muchas veces dividiendo el juego en dos etapas. En Argentina, se frecuenta jugar partidas a 30 puntos, divididas en dos bloques de 15 puntos. En otras regiones se juega a 2 truques, conformados por dos zancas y cada zanca, a su vez, por 18 piedras (puntos).

## Reglas
Truco Argentino (2/4/6 jugadores)
El juego comienza con uno de los jugadores mezclando las cartas. Una vez mezclado el mazo, el jugador a la izquierda de quien mezcló debe cortar o picar la baraja y devolverla al jugador original. En función de qué acción haya hecho el jugador de la izquierda, quien mezcló originalmente debe repartir las tres cartas correspondientes a cada jugador de dos formas distintas, siempre hacia la derecha:
- En caso de haber cortado, se reparten las cartas de forma convencional, en ronda hacia la derecha de a una carta a la vez, hasta que todos los jugadores tengan sus tres cartas.
- En caso de haber picado, sin embargo, quien reparte debe hacerlo dándole a cada jugador sus tres cartas en la primera pasada.

Si bien la diferencia entre cortar y picar puede parecer insignificante, es parte del folklore convencional del juego.
Una vez repartidas las cartas, los jugadores tiran, en ronda y comenzando por el jugador a la derecha de quien mezcló, una de sus cartas. Quien haya tirado la carta más alta gana la primera de las tres rondas.
Al cantarse envido, deberán cantar los tantos que cada equipo tenga. De cantar un número y luego no mostrar los tantos en la mesa que uno canto perderá los puntos. Lo importante al definir cómo se dividen las etapas del truco es cuánto vale la "falta envido": los puntos que le faltan para ganar al equipo que va delante.

## Las señas
Hay una convención para quienes no han sido parejas nunca o no desean hacerlo de otro modo, y también existen métodos para detectar y reconocer las señas del juego de truco, las cuales conforman un subconjunto de gestos faciales. Con la experiencia cada cual elige la manera de indicarle a su compañero las cartas que posee.
En principio, hay que intentar que el oponente no vea las señas para que no se pueda formar una idea de las cartas que se tienen, pero esto también se puede usar como engaño ya que se puede permitir que vea una seña falsa, y se tenga una imagen completamente equivocada de la mano de su oponente. Esto hace al juego sumamente interesante.
- Ancho de espada = Cejas arriba
- Ancho de basto = Guiñar el ojo izquierdo
- Siete de espada = Levantar parte derecha de los labios
- Siete de oro = Levantar parte izquierda de los labios
- Tres = Morder el labio inferior
- Dos = Tirar un beso
- No tienes buenas cartas = Cerrar los dos ojos
- Ancho falso: Abrir levemente la boca y cerrarla rápidamente
- Con mucho puntaje para el envido = Mover la nariz hacia arriba

En Uruguay, al estar las muestras, las señas varían. Si bien no hay un conjunto de señas únicas (varían, fundamentalmente, en el interior del país) las más utilizadas son:
| Carta                            | Seña                                              |
| -------------------------------- | ------------------------------------------------- |
| 2 de la muestra                  | cejas arriba                                      |
| 4 de la muestra                  | beso                                              |
| 5 de la muestra                  | labios superiores hacia arriba o fruncir la nariz |
| 11 de la muestra                 | guiño de ojo derecho                              |
| 10 de la muestra                 | guiño de ojo izquierdo*                           |
| 1 de espada y 1 de basto         | Mueca con la boca hacia la derecha                |
| 7 de espada y 7 de oro           | Mueca con la boca hacia la izquierda              |
| Los 3                            | Morder el labio inferior                          |
| Los 2 (Sin ser el de la muestra) | boca abierta                                      |
| 1 de copa y oro                  | lengua afuera                                     |

En caso de no contar con ninguna carta con seña asignada, y por lo tanto con una mano de bajo valor, se cierran los ojos como seña.

## La mentira
Es parte de la tradición de este juego mentir sobre las cartas que se poseen. Un ejemplo es anunciar más tantos de los que realmente se poseen para el envido, pero fuera de turno, de tal modo que se comparte información falsa. Así, el participante puede anunciar el envido, real envido o falta envido, aparentando tener puntaje para el envido (cuando en realidad se tiene puntaje bajo) haciendo que el oponente rechace jugar al envido y así sumar puntos por la negación.
Otro engaño comúnmente realizado es tirar la carta más alta simulando que se tiene otra aún más alta en la mano, acompañada del anuncio de más jugadas, para que los oponentes rehúsen y ganar la mano.

## El error
Es común "cantar" mal una jugada para intentar descubrir al oponente, como por ejemplo decir "bueno", "a ver", "dale" o "muestre" o "quiebro" en lugar de "quiero" que es lo único que vale. También se suele cantar mal en el envido, diciendo envidio, o en vez de "falta envido", "falta un vidrio", "falta un vino". O "tuco" o "turco" en vez de "truco".
Por otro lado el vencedor tiene la obligación de "mostrar" al final las cartas con las que ganó el "tanto" o la "flor" (ya que si lo hiciera en el momento mostraría su juego). Si las cartas son entregadas al mazo, y no mostradas, se paga con los puntos obtenidos para el contrario y pierde la mano, aunque el mismo pueda ver las cartas si quedaron encima y deducir que eran ciertas, estas ya no son aceptadas. También puede suceder que un jugador mire las cartas que otro jugador tenía (terminada la mano) y que no las había jugado (porque la mano terminó por algún motivo antes de que lo hiciera); en ese caso el equipo o jugador al que le vieron las cartas se cobrará dos puntos, debido a que mirando las cartas del rival que no jugó, se puede saber su estrategia, aunque si el jugador quiere puede mostrar las cartas que no jugó, pero no es conveniente.

### Las picardías
Muchas picardías se pueden utilizar en el truco. Las más conocidas son las siguientes:
Señas falsas
Consiste en hacer señas de distracción para confundir al rival, es decir, hacerle o hacerles pensar que uno tiene determinadas cartas cuando en realidad no. Debe hacerlo con astucia de modo tal que el rival piense que son dirigidas al compañero.

"Hacerlos entrar"
Cuando uno posee una o más cartas buenas puede intentar disimularla. Si por ejemplo tiene alguno de los dos anchos, y este ya ganó la primera mano, tiene prácticamente asegurado el triunfo, por ello en la segunda mano se puede tirar una carta débil para engañarlo y así obtener muchos más puntos. Si se tienen dos cartas fuertes se puede "regalar" la primera mano, para que cante el "truco" y entonces "retrucarle".

"Irse a la pesca"
Cuando uno es mano y tiene un "envido" alto se puede "jugar callado" y tirar la primera carta, de esta forma si el rival nos envida (muchos jugadores cantan envido cuando el rival no lo hace, suponiendo que no debe tener buenos tantos) le reenvidamos y lo habremos "pescado".

## Variantes regionales

### Truc, truque o truco de Valencia
Se usa la baraja española y se juega en Valencia, Baleares, Murcia, en zonas limítrofes de Cuenca y Albacete y en pueblos, como Loarre y Biscarrués (Huesca) (donde recibe el nombre de truque). También en Palacios del Sil (en la zona del Alto Sil en León), en Fuerteventura (Canarias) y en Galicia, en este último caso probablemente por influencia del retorno de emigrantes del Cono Sur americano. Pueden jugar cuatro, seis u ocho personas, aunque la modalidad más extendida es la primera. Es un juego por parejas en el que las señas son imprescindibles. Las jugadas mantienen sus nombres en valenciano. En Baleares se juega una modalidad diferente a la valenciana.

#### Valor de las cartas y señas
Las cartas más importantes tienen nombre específico y seña propia.
En la Comunidad Valenciana la variedad más extendida es la que se juega con 22 cartas (los 7, 6, 5, 4, 3 y los ases de espadas y bastos, si bien en zonas como La Safor se juega con los doces y los otros dos ases, el llamado "Truc Negre") y 4 jugadores, cuyo orden de importancia para jugarse los puntos al “truc” es el siguiente:

| Carta/s | Carta/s                                            | Seña                               |
| ------- | -------------------------------------------------- | ---------------------------------- |
|         | As de espadas (La Major)                           | (levantar las cejas)               |
|         | As de bastos (El Basto)                            | (guiñar ojo)                       |
|         | Siete de espadas (La Manilla)                      | (mover la boca hacia la derecha)   |
|         | Siete de oros (También Manilla)                    | (mover la boca hacia la izquierda) |
|         | Siete de copas y de bastos (Sietes malos o falsos) | (sin señas)                        |
|         | Los tres                                           | (morderse el labio)                |
|         | Los dos                                            | (un beso)                          |
|         | Unos falsos                                        | (bostezo rápido)                   |
|         | 33 de envite                                       | (inflar mofletes)                  |
|         | 32 de envite                                       | (subir un hombro)                  |
|         | Malas cartas o poco envite (Ciego)                 | (se cierran los dos ojos)          |

En la modalidad balear principalmente la jerarquía cambia. Hay que añadir dos Piezas (peces) que son el amo (l'amo) y la dueña (sa madona) las cuales aparte de ganar al resto de cartas generan envites (envits) con cualquier carta, 28 el amo, 27 la dueña más la carta en cuestión.Que quedan de la siguiente forma:

11 basto                                     (ceja arriba)
10 oro                                       (guiñar un ojo)
As de espadas(lengua espada)                 (sacar lengua a la derecha)
As de bastos (lengua de basto)               (sacar lengua a la izquierda)
Siete de espadas (manilla de espadas)        (hacer una mueca hacia la derecha)
Siete de oros (manilla de oros)              (hacer una mueca hacia la izquierda)
Los treses                                   (morderse el labio)
ases de copa y oros(Ases bordes)             (levantar hombro)
malas cartas o poco envites                  (se cierran los dos ojos)
Palacios del Sil el juego popular es de 6 jugadores, siendo una ronda en equipo (denominada en redondo) y otra ronda enfrentando de dos en dos a los jugadores (denominada de punta), alternativamente.

#### Desarrollo del juego
En el “truco”, hay dos formas de jugarse los puntos: al envido (envit) y/o al truco (truc).
Para el envido se han de tener 2 cartas del mismo palo (si hay tres del mismo palo solo se cuentan las dos mayores), se suma su valor y se le añade veinte. En el caso de tener una carta de cada palo, se usa la de valor más alto (por ejemplo, un 7 de bastos sería 7 de envite, si no tienes más bastos). Si se tiene una carta del mismo palo pero alguna de ellas o ambas son figuras (10, 11 o 12) no se suma el valor de la carta sino 0 (por ejemplo, 5 de oros y 11 de oros serían 5 + 0 + 20 = 25). El máximo que se puede tener es 33, con un 6 y un 7 del mismo palo (6 + 7 + 20), y el mínimo 0, teniendo tres cartas de figuras de distinto palo entre sí.
Para empezar a jugar se reparten 3 cartas a cada jugador, si una de las cartas se voltea mientras se reparten, el jugador que es mano de esa jugada es el que decidirá si se continua repartiendo los naipes faltes caso contrario el que estaba dando perderá 2 puntos y pasará la mano (en ningún caso se cambiará el naipe que generó el mal don) también perderá 2 puntos aquel que dé más o menos de 3 naipes por jugador. Una vez tienen todos sus cartas, se le hacen las señas al compañero, se juega la primera ronda atendiendo a los valores de las cartas. El envite se lo deben jugar los segundos jugadores para aprovechar posibles vueltas, si no se lo juega nadie, esos puntos no cuentan para nadie (Si se va en la primera ronda, el contrario se pintará 2 puntos).
No se puede trucar antes de finalizar la ronda de envites, en caso contrario se deberá pasar en espera de si algún otro jugador desea envidar.
La pareja que gana la primera ronda empieza la segunda y el que gana la segunda empieza la tercera, siempre el jugador que ha ganado de los 2. En el caso de que se emparden (empate) la primera mano (se llama empardar cuando ambos jugadores juegan la misma carta con el mismo valor y ninguna de ellas decide la ronda Ej. tres de bastos y tres de copas, dos de espadas y dos de copas, once de oros y once de bastos, etc.) se decidirá por quien juegue la carta mayor en valor del truco en la segunda mano, si se vuelve a producir una empardada ganara quien tenga la carta de mayor valor del truco, si se produce la tercera empardada ganara el jugador que es mano del juego.-
Los puntos del “truc” se pueden jugar en cualquier momento de la partida. Si una pareja quiere jugárselos, dice en voz alta "¡truco!" (“truque”), si la otra pareja cree que va a poder ganar dos de las tres rondas, puede aceptar la apuesta y contesta “quiero” (“vull”) o “lo veo”. Se puede seguir subiendo la apuesta con las exclamaciones: “retruco” (“retruque”), “vale cuatro” (“quatre val”) o “juego fuera” (“joc fora”) con la que se gana el juego. También está el "envido", sumando dos cartas del mismo palo, otorgando dos puntos al ganador; "falta envido" igual que el "envido", pero en lugar de dos puntos, sumas lo que le falta al otro para ganar.

#### Valores de las jugadas

##### El envite (envit)
Puede ser aceptado, subido o no. Si es aceptado se juega y se lleva los puntos el ganador si no se acepta el que apostó se lleva cierto puntaje.
| Jugada               | Puntos para el ganador (en caso de que el rival vea la apuesta)                                   | Puntos para el apostador (en caso de que el rival no vea la apuesta) |
| -------------------- | ------------------------------------------------------------------------------------------------- | -------------------------------------------------------------------- |
| Envido (envide)      | 2 piedras                                                                                         | 1 piedra                                                             |
| Vuelvo (torne)       | 4 piedras                                                                                         | 2 piedras                                                            |
| Envido (envide)      | N piedras                                                                                         | Piedras acumuladas en el envida                                      |
| Envido hasta igualar | Se juega la diferencia de piedras entre los jugadores siempre que estas no superen las que faltan | -                                                                    |
| La falta             | la cantidad de piedras que le faltan al contrario para terminar la cama.                          | 1 piedra                                                             |

Donde N es tantas piedras como quiera el apostante siempre que estas no excedan a las que le falte al que vaya ganando. Si se desestima la apuesta se pierden las piedras acumuladas en la mano de envite.
En Argentina el juego se realiza con envido, real envido, falta envido, flor y contraflor al resto. En muchos lugares se juega las subidas tal cual se mencionó pero en otros se acumulan los puntos por cuantos envidos o real envidos se canten Ej real envido - real envido este canto aceptado vale 6 sino 3. El punto menor que puede tener un jugador es 1 y el mayor 33. El mal canto de los puntos en una mano, el castigo será la quita de todos los puntos obtenidos en esa mano por el jugador que canto mal (puntos ganados en el envido y truco).
Todos los cantos mal pronunciados son válidos en una mesa Ej. envida, truki, quieri o cualquier otro que tenga similitud al canto natural del juego.

##### El “truco”
| Jugada                   | Puntos para el ganador (en caso de que el rival vea la apuesta) | Puntos para el apostador (en caso de que el rival no vea la apuesta) |
| ------------------------ | --------------------------------------------------------------- | -------------------------------------------------------------------- |
| Truco (truque)           | 2 piedras                                                       | 1 piedra                                                             |
| Retruco (retruque)       | 3 piedras                                                       | 2 piedras                                                            |
| Vale cuatro (quatre val) | 4 piedras                                                       | 3 piedras                                                            |
| Juego fuera (joc fora)   | la cama (se juega la partida)                                   | 4 piedras                                                            |

Los pasos se pueden saltar en el envite tirando la falta directamente. Dependiendo del número de pasos será el número de piedras, en caso de no ir la pareja que no va pierde el número de piedras equivalente a la última apuesta aceptada. Tirando la falta directamente, sino te la ven te llevas una piedra.
En caso de un final apurado siempre valdrán más los puntos obtenidos en el envite que en el “truc”. Por lo que a falta de 1 piedra para cada pareja, ganará quien consiga el envite aunque pierda la ronda del “truc”. Buena suerte a todos en el juego.

##### Variantes en las reglas
Es totalmente ilegal hacer señas falsas para distraer al contrario, o inventarse nuevas señas que no son las estándares. Aun así, la palabra “truc” viene de trucarse las cartas y de mentir, este es un juego de mentirosos y amantes del negocio sucio. Mientras no engañes con las señas, puedes mentir todo lo que quieras y marear al contrario, de hecho esa es la clave, intentar conseguir que la pareja contraria crea algo de la cantidad de mentiras que se dicen a lo largo de la partida. Además, no es raro que la gente intente hacer trampas de todo tipo, así que hay que estar muy atento.
Gana el juego aquel que llega a la máxima puntuación de 30 puntos, o más, finalizada la última mano.
Si ambos jugadores llegan a más de 30 puntos luego de finalizada la última mano, ganará aquel que haya ganado el envido en la última mano, si no se ha cantado ganará el que haya hecho más puntos en total.
En caso de empate se jugará una próxima mano hasta que la diferencia de puntos sea mayor a 2.
Esta regla es solo en España o bien se aclara al principio de partida.

### El Truque en la Huerta de Murcia, España
El truque se ha jugado en la huerta de Murcia desde hace siglos. Sería tema de debate saber si es un juego de origen morisco, o si directamente lo trajeron consigo los primeros pobladores cristianos de la huerta (hace más de 500 años), que en su inicio fueron mayoritariamente catalanes y aragoneses.
Este juego está hoy en día en peligro de extinción, y son muy pocos los que conocen la reglas. Básicamente porque parte del juego consiste 'en no enseñar a jugar', al menos públicamente. Quién quería aprender tenía que hacerlo viendo jugar a otros.
Es similar al juego que se juega en Valencia y Baleares, pero cambia la jerarquía de las cartas y el vocabulario (aunque este último se mantiene fiel al original del habla de la huerta de Murcia, que a su vez, contiene casi un 50% de léxico valenciano).
Antiguamente este juego era muy popular y las parejas de truque, se mantenían durante décadas. Tras el funeral de un compañero de juego, era muy habitual jugar una partida en su honor, tras el sepelio.
En la huerta de Murcia existían muchas variantes del juego, siendo la central, y más difícil, la conocida como Truque de las 12 Figuras, o de 'Resto Rematao'. Es un juego exclusivamente para cuatro personas, o sea, dos parejas, y se juega únicamente con 22 cartas. Todo lo demás, es sorprendentemente parecido, las señas, las palabras exactas para que una jugada tenga validez, los dos juegos, que aquí se llaman de flores y de truques, etc..), a otros truques, como el valenciano o el balear.

#### Valor de las cartas
La jerarquía de cartas en el truque murciano es:
Primero las 12 figuras:
7 espadas;
7 oros;
As de espadas;
AS de bastos;
5 espadas;
5 oros;
5 copas;
5 bastos;
As de copas;
As de oros;
el perro (caballo de oros);
la perra (sota de bastos);
Las figuras valen desde los 9 puntos del 7 de espadas, hasta los -2 de la perra. Para poder jugar a flores (la primera ronda) hay que tener de tres cartas, al menos 2 que sean figura. La flor vale tanto como puntos valgan las tres cartas que posee el jugador, siempre que al menos dos de ellas sean una figura. Como los huertanos no sabían de números negativos, las flores empezaban a sumar desde 30. Así, si se tenía una flor formada por el perro y la perra más un rey, esta valía 27 puntos (30 - 1 - 2 + 0). Obviamente, es una flor muy mala.
Y luego el resto de cartas, que no son figuras (también por orden):
Rey de espadas;
Rey de oros;
Rey de copas;
Rey de bastos;
7 de copas;
7 de bastos;
6 de espadas;
6 de oros;
6 de copas;
6 de bastos;
Estas cartas, NO son figuras, y por lo tanto no sirven para tener flor. Su valor es: los reyes 0 puntos, -3 los sietes, y -4 los seises.
Una de las principales dificultades para comenzar a jugar al truque es que hay que memorizar las 22 cartas, en orden y con sus valores.
En las flores, como he dicho, para saber el valor de la flor, se suman los valores de las tres cartas que tiene el jugador en su mano, siempre que al menos dos sean figuras. Si un jugador no tiene al menos dos figuras entre sus cartas, directamente no habla en la fase de flores. En los truques la regla es que cualquier figura gana a una carta que no es figura. En truques, las figuras ganan unas a otras según su jerarquía, y las no figuras invierten su valor, así los 6 ganan a los 7, y los 7 a los reyes.
Así, del total de las 22 cartas, se reparten 4 por jugador, por lo tanto, duermen (que no se ha llegado a repartir) 6 cartas. Cada jugador se ha de descartar de una carta antes de empezar a hablar, con lo que para comenzar a jugar, quedan 12 cartas en manos de los jugadores, y 10 que no juegan.
En el Truco Argentino, la escala de valores de las cartas es la siguiente:
As de Espadas (el "macho de espadas" o el "ancho de espada")
As de Bastos ("macho de bastos", "la hembra" o el "ancho de basto")
7 de Espadas
7 de Oros
Todos los 3
Todos los 2
Ases de Oros y Copas
Todos los 12 (Reyes)
Todos los 11 (Caballos)
Todos los 10 (Sotas)
7 de Bastos y de Copas
Todos los 6
Todos los 5
Todos los 4
El hecho de que en el Truco Argentino existan cartas de igual valor (por ejemplo, todos los Reyes), habilita la posibilidad de generar empate (parda) en la primera baza o mano. En ese aspecto, una modalidad de romper la "parda" (desempate), es jugar la segunda baza escondida tras la tercera. Tras cantarse las apuestas, o bien, tras simplemente haberse jugado, se descubre el valor de las cartas de la segunda baza o mano, ganando el que tenga el mayor valor. De persistir la "parda", se define con los valores ya expuestos en la tercera baza o mano. Si se genera empate en las tres bazas, gana el jugador que ofició de mano (el que NO repartió las cartas).

#### Desarrollo del juego
Y entonces comienzan a jugarse los dos juegos:
1º se juegan las flores. Básicamente consiste en ver quién tiene la flor con puntuación más alta. En primer lugar cada jugador, empezando por el situado a la derecha del que ha repartido las cartas, ha de anunciar de viva voz si tiene o no tiene flor, puesto que los que no tienen flor (o sea, al menos dos de sus tres cartas son figura), no pueden hablar en esta fase. El que quiere apostar a que su flor (o la de su compañero) es la que más vale, las tiene que 'enviar'. Si alguien de la otra pareja dice 'pruebo', la apuesta queda formalizada. También se puede reenviar, o enviar un número de veces. Por ejemplo, si una pareja tiene 2 flores (una por jugador), y las envía 10 veces, significa que está apostando 30 tantos del total. Hay que tener en cuenta que cada flor vale 3 puntos del tanteo total. Como curiosidad decir que los huertanos, que en su mayoría eran persona iletradas,  no entendían muy bien las fracciones, así que cuando enviaban media flor (1,5 puntos), realmente se estaban jugando 2 puntos.
2º tras las flores (aún no se han enseñado las cartas), se juegan los truques, que consiste en que una pareja gane 2 de las tres posibles manos. Para jugar a truques no hace falta tener flor. Si un jugador dice 'truco' significa que apuesta 3 tantos a que él y su pareja consiguen ganar dos manos de tres. Si alguien de la otra pareja dice 'pruebo', la apuesta queda formalizada.
El que haya dicho 'pruebo', o su pareja, puede decir 'retruco' que significa que apuesta 3+3 tantos, o sea, que dobla la apuesta recibida.
También cabe jugarse el 'resto', tanto en flores como en truques. En esta modalidad del juego el 'resto' siempre se entiende por el total de tantos que faltan a cualquiera de ambas parejas para llegar a los 40 tantos totales. O sea, que quién gana esa apuesta, gana el juego, de ahí lo de Truque de 'Resto Rematao'. Si únicamente se quiere jugar los tantos que le quedan a uno para llegar a los 40, es muy importante decir 'mi resto'. Como he dicho, en este juego, usar las palabras exactas es muy importante.
Tanto en flores como en truques, si la pareja contrincante rechaza una subida de apuesta, automáticamente gana todo lo apostado hasta ese momento. Si ninguna de la apuestas iniciales es aceptada, se apunta un tanto en flores, y otro tanto en truques.
Como siempre, solo el que gana, o si se juegan los truques, tiene obligación de enseñar las cartas. 
Cada ronda hacía sumar 'tantos', y la partida la gana la pareja que consigue 40 tantos en total.
Cada jugador tiene que repartir las cartas cuando le toca por turno. El turno va en el sentido de las agujas del reloj, comenzando por el jugador que se decida.

#### Señas y ardides
Existen señas para hacer saber a tu compañero que cartas llevas, y son válidas. Pero no es válido hacer señas falsas. Es decir, en caso de que un jugador hiciera una seña a su pareja que no existe, o si hiciera la seña de que se tiene el 7 de espadas, y luego resulta no tenerlo, la pareja perderá lo ganado.
Las señas son las siguientes: (obviamente todas ellas se hacen de forma muy rápida y casi imperceptible)
- As de espadas = cejas arriba
- As de bastos = ojo guiñado
- 7 de espadas = mueca con la boca hacia la derecha
- 7 de oros = mueca con la boca hacia la izquierda
- 3 (todos los palos) = morder el labio inferior
- 2 (todos los palos) = fruncir los labios como para tirar un beso al aire
- As de copas y oros = abrir la boca
- Tengo muchos puntos para el envido = ladear toda la cabeza a un lado
- No tengo buenas cartas = dos ojos cerrados

Nótese cómo la jerarquía de las cartas cambia respecto del truc valenciano o de los truques del cono sur, pero en cambio, la jerarquía de las señas se mantiene casi intacta.
Para jugar las flores, alguien tiene que 'enviarlas' y alguien de la otra pareja tiene que decir 'pruebo'. Cualquier otra palabra no vale.
Con los truques, parecido. Alguien tiene que decir 'truco' y algún miembro de la otra pareja tiene que decir 'pruebo'. Igualmente, cualquier otra palabra, no valdría.
Un aspecto muy importante es que está permitido 'colocar las cartas'. Esto significa que una vez acabada una mano, nadie puede tocar las cartas excepto al que le toca repartir, y este, a su vez, NO puede girar las cartas que están cubiertas. Ahora bien, este puede decidir como colocar las cartas en el mazo. Puede decidir si las quiere mezclar o no, y solo tiene obligación de darle el mazo ya unificado a cortar al adversario de su izquierda, el cual solo puede hacer un solo corte al mazo. De esta manera, es habitual colocar las cartas más importantes, cerca de otras cartas que estuvieran 'controladas', da manera que quién repartía, en función de que cartas recibiera él o su pareja (una importancia añadida de las señas), podía intuir las que le habían tocado a la otra pareja. Ejemplo: el 7 de espadas se coloca debajo o encima del rey de bastos en el mazo, al recoger las cartas sobre la mesa. Si al que reparte le toca el rey de bastos, significa que el 7 de espadas lo tiene alguien de la otra pareja. Hay que pensar que al jugarse solo con 22 cartas, se facilita mucho la labor de 'colocar' las cartas.

### Truco (América del Sur)
El truco está extendido principalmente en el Río de la Plata, pero se conoce con variaciones en casi toda la Argentina, en Paraguay, en Uruguay, en el sur de Chile y en el Brasil.
En este caso se juega con una baraja española de 40 naipes, también llamados cartas o barajas. Y pueden ser 2, 4 y 6 jugadores, aunque existe una modalidad de 3 (gallo) u 8. Lo más frecuente es jugar dos parejas. 
Normalmente es un juego de dos parejas o dos tríos (llamados "un cuarto" y "un sexto" respectivamente), es muy común jugar al Truco de a dos personas (se le llama "mano a mano"), más raro es jugar entre tres (en este caso se le llama "pata de gallo"). 
Los primeros 15 puntos (o 12 si es entre seis jugadores) que se logran se llaman "las malas" y los siguientes 15 puntos (o 12) se denominan "las buenas" o "las bonitas". 
La variante gallo, cuando se juega de 3 son 2 contra 1 que es el gallo, que puede ser siempre el mismo, o ir rotando por turnos. El gallo recibe 4 cartas de primera mano para descartar la menos conveniente o juega con 2 manos. De cualquier otra forma todos reciben 3 cartas para sucesivos 3 descartes. 
El juego de a 6 se puede hacer de una manera especial llamada tres puntas, en que los tríos se ordenan en triángulo y juegan una ronda entre todos (redondilla o redondo) y otra contra su rival del frente (pico-a-pico, tole-tole, guerrilla o puntazo, de punta, punta y hacha", "tongo", "pica-pica").
Cuando se canta la falta envido en esta parte del juego, el que la gana será acreedor de 6 tantos y no de lo que le falte al equipo rival para ganar como sucede en la modalidad normal.
Un jugador reparte las cartas, dando previamente a cortar (separar en dos mitades subiendo la de abajo) al oponente de su izquierda y colocando el resto del mazo a su derecha, para mantener el orden. Es el de la derecha del que reparte el que comienza el juego y es quien repartirá en la próxima ronda, independientemente de quien gane la que se está disputando.
En Uruguay, ciertas zona de Argentina y Venezuela se juega una variante con "muestra" o "vira", que es una carta que se coloca a la vista bajo el mazo, luego de repartir las cartas e incorpora al juego cinco cartas del mismo palo de dicha muestra que se denominan "piezas" y que son de mayor a menor:
dos, cuatro, cinco, caballo y sota.
Estas piezas son las de mayor valor, por encima del as de espadas. En Venezuela al caballo y sota de la muestra se los llama "perico" y "perica" respectivamente. En el caso de quedar de muestra alguna de esas "piezas", su lugar en el juego lo asume el rey del mismo palo ("alcahuete"), de tal forma que las cinco piezas siempre estén en juego.
Los puntos tradicionalmente se otorgan con porotos o fósforos que se acumulan en la mesa (de allí el dicho popular "te ganaste un poroto"). Pero en caso de llevar la cuenta en papel (eterna desconfianza contra el que anota) se realizan cuadrados con una diagonal, dando, de esta forma, cinco puntos cada vez que se forma uno. Luego de batallar la jerarquía de la primera vuelta las dos siguientes comienzan por el jugador que bajó la de mejor valor.
En Venezuela, se juega una variante parecida a la de Uruguay, donde a la muestra se le llama vira y dicta las dos piezas de más jerarquía del juego. El Perico es el caballo de la pinta de la vira, que esta por encima de la perica que es la sota de la misma pinta. Estas dos piezas están por encima del resto. En el evento que ya sea un caballo o una sota la vira, entonces el rey de esa misma pinta tomara su lugar como perico o perica respectivamente

#### Envido

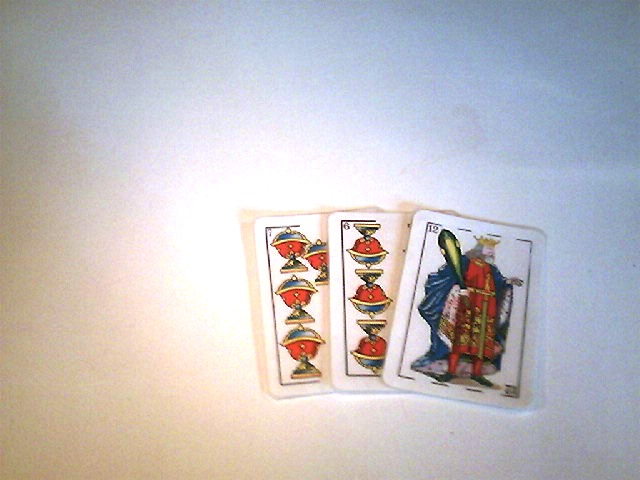
Un envido de 33 puntos, el más alto existente, aunque en el Truco venezolano el envido más alto es de 38 puntos.

Se produce cuando un jugador tiene dos o tres (tiene flor pero no la canta porque suma las tres cartas para ganar el envido)cartas del mismo palo y envida. Esta parte del juego es cantada por los últimos jugadores con el fin de examinar las cartas y las posibles combinaciones del oponente. El envido más alto que se puede lograr es 33, y el más bajo (con dos o 3 naipes del mismo palo) es 20, ya que las sotas, caballos y reyes valen 0 pero tienen el puntaje base de 20 por ser de un mismo palo. Cuando hay tres cartas del mismo palo y no se está jugando con flor, se debe elegir la mejor combinación. En caso de que el jugador no cuente con dos naipes del mismo palo, el valor del envido es el valor numérico más alto de sus cartas, tomando en cuenta que las figuras valdrían 0.
La probabilidad de que un jugador tenga al menos dos cartas del mismo palo en una mano dada es de 59,5142 %.
En Uruguay, Las "piezas" adquieren valores para el envido: 2: 30puntos,4: 29, 5: 28, 11:27, 10: también 27. Se suma el valor de la pieza más la carta más alta, sin ser "negra" (10, 11 o 12). El máximo es 37.
El envido vale 2 puntos, el real envido, 3 puntos y la falta envido puede valer el juego, los puntos que le faltan para acabar el juego al que lleva ventaja o los que le faltan a cada jugador para completar una etapa; en caso de que el oponente repita la palabra del desafío, la apuesta se dobla. La palabra para aceptar es quiero y para rechazar, no quiero o no se quiere.En caso de que un jugador este a un punto de la victoria, cuando se toque el "envido", este valdrá 1 punto. Cuando se ha dicho "quiero" se considera cerrada la apuesta y se debe declarar la cantidad de puntos que cada uno posee. En caso de que el segundo en declarar sus puntos sea el perdedor, no está obligado a decirlos y solo debe reconocer su derrota con alguna frase de respuesta como son buenas (en caso de estar jugando en parejas, al decir "son buenas" se le da por perdido el envido a todo el equipo). Al finalizar cada juego, el supuesto ganador está obligado a mostrar sus puntos para hacerlos efectivos, de lo contrario los puntos serían sumados al oponente.
En la variante uruguaya las piezas valen 30 el dos, 29 el cuatro, 28 el cinco, 27 el perico y 27 la perica. Así que en esta forma el valor máximo posible del envido es 37.
Por los envites no aceptados se cobra 1 tanto si es el primero, o los tantos aceptados hasta el momento en que fueron no queridos.

#### Truco
El truco es el desafío en la jerarquía de las cartas. El orden es el siguiente:
1. As de espada (Ancho de espada o Macho)
2. As de basto (Ancho de basto o Hembra)
3. Siete de espada
4. Siete de oro
5. todos los Tres
6. todos los Dos
7. Ases o Anchos falsos (Copa y Oro)
8. Reyes
9. Caballos
10. Sotas
11. Los otros sietes (Copa y Bastos)
12. Los seis
13. Los cinco
14. Los cuatro

El "truco" vale 2 puntos, el "retruco" vale 3 puntos y el "vale cuatro", 4 puntos. Se puede responder con "quiero", con "no se quiere" o se puede "revirar" o "subir", es decir, aumentar los puntos en disputa respondiendo con la apuesta del siguiente nivel. Solo puede revirar el receptor del desafío. En caso de decir "no se quiere", la ronda se considera finalizada.
En el truco de Uruguay y ciertas partes de Argentina el orden es el siguiente:
1. Dos de la muestra
2. Cuatro de la muestra
3. Cinco de la muestra
4. Caballo de la muestra (Perico)
5. Sota de la muestra (Perica)
6. As de espadas (Espadilla)
7. As de bastos (Bastillo)
8. Siete de espadas (Siete bravo)
9. Siete de oro (Siete bello)
10. Tres
11. Dos*
12. As**
13. Rey
14. Caballo*
15. Sota*
16. Siete**
17. Seis
18. Cinco*
19. Cuatro*

En Venezuela es muy parecido, comenzando la escala desde arriba desde "el perico" (el caballo del palo de la muestra) y hacia abajo. 
*: Todas esas cartas no deben ser de la muestra

**: Esas cartas no deben ser las "matas"

#### Flor
La Flor es una regla opcional y consiste en tener una mano con las 3 cartas de un mismo palo. Se dice la palabra en voz alta dentro de un verso o simplemente "flor" y vale 3 o 7 puntos. También se puede apostar el partido completo diciendo contraflor arresto ("contraflor y al resto"). En la ronda que sale una flor no es válido jugar un envido. A diferencia del truco o el envido, no se puede mentir en tenerlo, al finalizar la mano debe mostrarse el juego obtenido o los puntos serán cedidos al jugador o equipo contrario.
La probabilidad de que un jugador obtenga "flor" en una mano dada es de 4,8583 %.
Entre algunos jugadores chilenos se usa la flor negra que corresponde a darle 3 puntos a quien tenga en su mano 3 cuatros (la peor mano posible), pero esta regla goza de muy poca aceptación.
En Paraguay se utiliza mucho esta variante, solo que en lugar de flor negra se la denomina flor chaqueña y el que la tenga gana directamente el juego en curso. Asimismo, en Paraguay también gana el juego la "Flor 38" o "38 de Flor" que está compuesta por el 5, el 6 y el 7 de oro (también denominada "Flor Real").
En Uruguay al jugar con las "piezas", la flor puede ser formada además de la clásica de tres cartas del mismo palo (llamada "flor derecha"), con una pieza y dos barajas de un mismo palo, o simplemente teniendo dos piezas y otra baraja de cualquier palo. Los valores de las piezas son siempre los mismos y la flor máxima posible en esta variante es de 47 (teniendo el dos, cuatro y cinco de la muestra).Cuando se tiene una flor con más de una pieza, se cuenta el valor completo de la mayor y solo las unidades de las otras (de ahí que la flor más grande surge de sumar 30+9+8=47).

### Truco (Argentina)
El truco en su versión Argentina tiene particularidades, además de que en distintas regiones del país a su vez hay diferencias, siendo la principal aquellas zonas y personas que juegan con muestra.
En Argentina se juega principalmente con la baraja española
El objetivo del juego es alcanzar una cantidad de puntos, a través de las distintas combinaciones. Fundamentalmente se intenta llegar hasta los 30 o 15 puntos.
No se suele jugar con flor (con cantora, hedionda o jardinera) pero eso es decidido por los jugadores, o en su caso se saca la carta de arriba en el mazo, si es par, se juega con flor, si es impar, sin flor. Además se aplica la ley primera de la pardada, dónde: parda primera gana segunda, parda segunda gana primera y parda tercera gana primera. Argentina es considerado el país en el cual se tiene más fanatismo por el Truco.[cita requerida]

### Truco (Brasil)
En Brasil hay dos juegos de naipes llamado "truco". Uno es el "truco gaúcho" que se juega en el sur de Brasil y de la misma forma que el truco argentino, aunque en ciertas zonas se juega con muestra, como en el Uruguay. La otra variante es el "truco paulista" que se juega con baraja francesa, aunque en el suroeste de Brasil  se juega la variante argentina, llamada truco gaudério o truco cego, con la baraja española con envido y flor. Se juega con 40 cartas y lo más común es que se juegue en dos grupos de 2 sin posibilidad de envites o flor.
Hay básicamente dos tipos de truco que se juegan en Brasil con baraja francesa (San Pablo y Minas Gerais): el "manilha velha" (vieja) y el "manilha nova" (nueva). En el truco manilha velha o truco mineiro, las cartas de mayor valor —manilhas— son fijas, siendo de mayor a menor el 4 de trébol, el 7 de corazones, el As de picas y el 7 de diamantes, seguidos por todos los 3, 2, los otros Ases, K, J, Q, 7, 6, 5 y los otros 4 —se puede jugar sin los 7, 6, 5 y 4, a eso se dice baraja limpia—. La ronda sin apuesta vale 2 tantos y el truco vale 4, la respuesta vale 8 y por último 9 —ganando la partida—.
Ya en el manilha nova o truco paulista, las manilhas dependen de un «tombo» —una carta que se abre antes de empezar el juego—, siendo la inmediatamente superior la más alta en la secuencia, por ejemplo, un tombo de Q significa que las manilhas serán las J por lo tanto la carta más alta de esa ronda serán las J, en orden de prelación: tréboles, corazones, picas y diamantes, con las demás cartas ocupando la misma secuencia que en manilha velha. Por lo tanto siguiendo con el ejemplo anterior con «tombo» de Q la prelación final quedaría así:
- Jota ♣
- Jota ♥
- Jota ♠
- Jota ♦
- Treses
- Doses
- Ases
- Reyes
- Reinas
- Sietes
- Seises
- Cincos
- Cuatros

La ronda sin apuesta vale 1, el truco son 3 tantos y la respuesta son 6, 9 y 12 —para terminar el juego—.
Otra regla que difiere es la mano de hierro o mano de ferro por el que una pareja que alcance los 10 —mineiro— u 11 —paulista— tantos, dependiendo de la variedad que se juegue, puede ver las cartas del compañero, es decir, que si por ejemplo una pareja tiene 11 tantos en el truco paulista esta se intercambia boca abajo las cartas y deciden si quieren o no jugar la ronda:
- Si deciden jugarla y pierden el otro equipo se lleva 3 tantos —4 tantos en el truco mineiro—;
- Si no deciden jugarla la pareja contraria se lleva 1 tanto —2 tantos en el truco minero—.

### Truco (Chile)
En la Patagonia chilena, el archipiélago de Chiloé y otras zonas del sur del país el truco es uno de los juegos de cartas más populares y sigue las reglas argentinas, pero lo usual es que la regla de la flor se dé por sentada.

### Truco (Paraguay)
En Paraguay, el truco goza de gran popularidad, muy similar a la variante argentina pero con ciertas particularidades. En el truco paraguayo, si un jugador aún no ha tocado sus naipes, todo "canto" que haga no será considerado tal, por lo que una de las "picardías" es la de realizar estos cantos falsos para conocer la reacción del adversario distraído. Sin embargo, si antes un jugador ya en juego realizó un canto, lo dicho puede ser considerado contestación a la invitación.

En la cultura popular, entre otras obras, es inmortalizado en la novela Mancuello y la Perdiz, de Carlos Villagra Marsal:
"Las veces que Mancuello bajeaba al pueblo no era sólo para abusar por su semejante, sino principalmente a beber caña blanca clandé y a jugar. Uno por uno, recorría los bolichos buscando contrario de truco al gasto, monte o maka; aunque se trataba de trampero conocido, nadie se iba a negar a sentarse, por miedo."
La misma novela, incluso hace referencia a ciertas reglas que son acordadas por los protagonistas antes de iniciar la partida, costumbre propia del truco paraguayo considerando la gran cantidad de variantes regionales:
"-¿Qué es lo que anda queriendo jugar? -le preguntó, letrado. Contestando él mismo, repuso-: Truco, ¿verdad? -y agregó inmediatamente-: Listo, ya está.
Conforme barajaba habilidosamente, disponía:
Pongamos ley: vamos a jugar en un dieciocho. En nueve nos abuenamos. La falta vale el partido, el que malcanta pierde todo, tres cuatro no vale nada. Usted va a dar. Soy mano."
La Flor: No existe una regla uniforme, por lo que lo usual es acordar si se juega o no con ella y si solamente durante las "malas" (primeros 15 puntos) o también las "buenas" (últimos 30), antes de iniciar la partida para evitar inconvenientes. En caso de que no se haya hecho ningún acuerdo, se juega con flor y durante las buenas y malas de quien la canta, y la partida no puede ganarse con flor.
Una variante de la flor, poco utilizada y re reglas poco unificadas es la "Flor Chaqueña", juego de palabras con la región occidental del Paraguay, árida y con escasa vegetación, y que consiste en tres "Cuatros" en mano. La flor chaqueña puede otorgar 3 puntos a quien la tenga, o otorgarle la partida.
El Envido: Por regla general, la Falta Envido tiene un valor igual a los puntos que falta al equipo que esté más cerca de completar los 30 puntos.
El Truco: se juega al mejor de tres manos, es decir gana el punto quien gane dos de tres juegos. 
El emparde: Si hay empate en la primera mano (empardar), gana el jugador o equipo que gane la segunda mano. 
La "Pri": Si un equipo gana la primera mano, ganará el punto si "empardan" en la segunda mano, o si luego de perder en la segunda mano empardan en la tercera. De aquí la expresión utilizada "La pri vale oro".

### Truco (Uruguay)
En Uruguay, es un juego muy popular, que ha salido de los bares o boliches para instalarse en los comedores estudiantiles y en otros ámbitos de la sociedad. Se han realizado concursos de gran importancia como el campeonato nacional de truco organizado por la firma Dunbar.
La principal singularidad del truco uruguayo es la presencia de "la muestra", que marca el palo del cual saldrán "las piezas". Eso cambia la forma de adjudicar el puntaje y vuelve el juego un poco más exigente. Además cambia los puntajes y las señas. El incorporar "las piezas" al juego (el 2, 4, 5 caballo y sota del palo de la muestra) se hace más difícil prever cuales son las cartas posibles del adversario. En caso de que salga de muestra una de las piezas, el 12 del palo correspondiente sustituye en el juego a dicha pieza.
Las piezas, pasan a ser las cartas más poderosas del juego tanto en valor para el "Envido" como para el "Truco". El 2 vale 30 puntos y es la carta invencible,  luego el 4 con 29, el 5 con 28 y el caballo y la sota con 27; todas ellas matan a las clásicas "matas" (as de espadas, as de bastos, etc). Además, como se indicó arriba, las "piezas" agregan la posibilidad de más "cantos" de "flor" ya que si se tiene una pieza y las otras cartas son de igual "palo" entre sí, es flor; al igual si se tiene 2 piezas.

### Truco (Venezuela)
En el truco venezolano se juega con la perica y el perico. El perico es el 11 que tenga la misma pinta o palo de la vira y la perica es el 10. Por ejemplo, si la vira es de espada, el 11 de espada es el perico y si la vira es copa, el 10 de copa es la perica. La vira es una carta que se voltea en la mesa antes o después de cada repartimiento de cartas, para saber qué pinta tendrá el perico y la perica. Si la vira es un 11 o 10, el perico o la perica será reemplazado por el 12. El truco venezolano se juega con 2 o 4 personas.

### California
En San Diego, California, se juega con las siguientes variaciones:
- Truker: Truco/póker. Se dan cinco cartas a cada jugador, se descartan dos antes de empezar la mano.
- Trunis o Trulley: Truco/tenis, o truco/volley. Se juegan "sets" a 15 puntos. Ni bien una pareja o terceto llega a 15 puntos, se empieza un nuevo set. Se juega al mejor de tres o cinco set, con las reglas normales.